# Hương Dung
Hương Dung tên đầy đủ là Nguyễn Thị Hương Dung (1956 – ) là nữ diễn viên kịch và truyền hình, trung tá Công an nhân dân Việt Nam, bà được biết đến với vai bà Dung trong bộ phim Chạy án, bà cũng là một diễn viên lồng tiếng được đánh giá cao dù chưa từng qua trường lớp đào tạo chính quy. Bà được phong tặng danh hiệu Nghệ sĩ nhân dân năm 2024.

## Tiểu sử
Nguyễn Thị Hương Dung sinh năm 1956 tại Thái Bình và sinh trưởng tại thành phố Hạ Long, Quảng Ninh. Năm 1969, khi mới 13 tuổi, Hương Dung giấu bố mẹ đi thi và trúng tuyển vào Trường Đại học Sân khấu điện ảnh Hà Nội khoa diễn viên. Nhưng vì bố mẹ không đồng ý nên bà phải tiếp tục ở nhà học văn hóa.

## Sự nghiệp

### Diễn viên nghệ thuật Quân đội
Tháng 2 năm 1975, Hương Dung lên đường nhập ngũ, bà trở thành lính thông tin của Trường Quân chính thuộc Quân khu 3. Trong thời gian ở quân ngũ, Hương Dung tham gia các phong trào văn nghệ và là một trong những diễn viên sáng giá. Năm 1976, khi đọc được thông tin tuyển diễn viên của Ðoàn kịch Quân đội thuộc Tổng cục chính trị trên báo Nhân Dân, bà đã đăng ký thi và trúng tuyển. Sau đó bà còn được tuyển thẳng vào Đoàn văn công Quân khu 3, tuy nhiên vì một số lý do mà bà không nhận được giấy báo trúng tuyển.
Xuất ngũ năm 1978, Hương Dung tiếp tục theo học văn hóa tại Trường Trung cấp Tài chính kế toán số 1 ở Nho Quan, Ninh Bình. Sau đó bà vừa đi học vừa đi làm tại trường Thương nghiệp, không phù hợp với công việc văn phòng nên bà quyết định quay lại với nghệ thuật.
Tháng 2 năm 1979, bà được Đoàn văn công Quân khu 3 – nơi bà được tuyển nhưng chưa nhận được giấy báo – mời về làm diễn viên hát. Hương Dung sau đó chuyển sang Đoàn Nghệ thuật Công an Hải Phòng.

### Diễn viên nghệ thuật Công an
Năm 1985, Đoàn kịch Bộ Nội vụ nay là Đoàn Nghệ thuật Công an Nhân dân tuyển diễn tham gia Hội diễn nghệ thuật toàn quốc. Hương Dung được nghệ sĩ Nguyễn Đình Nghi chọn vào vai chính Hà Thu trong tác phẩm Nữ ký giả. Với vai diễn này, bà đã giành được Huy chương Vàng tại Hội diễn. Sau này bà còn tham gia một số vở kịch tiêu biểu của Đoàn kịch như "Tôi đi tìm tôi", "Bài ca trên tuyết", "Ráng chiều"...
Năm 1993, vì hoàn cảnh gia đình, bà rời Đoàn Nghệ thuật Công an Nhân dân và nghỉ hưu sớm với quân hàm Đại úy.

### Diễn viên tự do
Từ thập niên 1990, Hương Dung tham lồng tiếng cho các vở kịch truyền thanh của Đài Tiếng nói Việt Nam và các bộ phim của Đài Truyền hình Việt Nam và sau đó là Hãng phim Truyền hình Việt Nam. Khi bộ phim Cúc Đậu lần đầu được chiếu trên truyền hình tại Việt Nam, Hương Dung là người đã lồng tiếng cho vai chính do diễn viên Củng Lợi thể hiện.
Ngoài lồng tiếng, Hương Dung còn làm đạo diễn âm thanh cho một số phim hoạt hình và phim do người diễn.
Dù nghỉ hưu nhưng Hương Dung vẫn tham gia hoạt động sân khấu, vở kịch "Nắng quái chiều hôm", của tác giả Nguyễn Đăng Chương, mà bà tham gia dàn dựng cùng Hội Sân khấu Việt Nam đã có tới 5 trong tổng số 7 diễn viên của vở kịch giành được Huy chương.
Hương Dung được Nhà nước Việt Nam phong tặng danh hiệu Nghệ sĩ ưu tú năm 2010 và danh hiệu Nghệ sĩ nhân dân năm 2024.

## Gia đình
Năm 1978, Hương về làm diễn viên tại Đoàn văn công Quân khu 3 và gặp được người chồng tương lai tại đây. Bà có 3 người con, gồm hai gái Thùy Dương sinh năm 1982, Phương Minh sinh năm 1994 và con trai Hà Duy sinh năm 1989. Các con của Hương Dung được tiếp xúc với điện ảnh từ nhỏ và từng là các diễn viên nhí một thời.

## Vai diễn

### Diễn xuất trực tiếp
| Năm         | Phim                                 | Vai diễn            | Dạng phim            | Vai trò khác     | Phát hành |
| ----------- | ------------------------------------ | ------------------- | -------------------- | ---------------- | --------- |
|             | Từ một chuyến tàu                    |                     |                      |                  |           |
|             | Vùng rừng sôi động                   |                     |                      |                  |           |
|             | Núi đôi                              |                     |                      |                  | HanoiTV   |
| 1988        | Săn bắt cướp                         | Hai Loan            | Điện ảnh             |                  |           |
| 1991        | Mối tình sau song sắt                | Nhân viên phòng trà | Điện ảnh             |                  |           |
| 1991        | Tráng sĩ Bồ Đề                       |                     | Phim video           |                  |           |
| 1995        | 12A và 4H                            | Bà Bích             | Ngắn tập             |                  | VTV       |
| 1995        | Lặng lẽ tuổi trăng tròn              |                     | Điện ảnh truyền hình |                  | VTV       |
| 1995        | Sông Hồng reo                        | Bà Lâm              | Điện ảnh truyền hình |                  | HanoiTV   |
| 1996        | Cha tôi và hai người đàn bà          | Liên (lồng tiếng)   | Điện ảnh truyền hình | Lồng tiếng       | HanoiTV   |
| 1996        | Những cuộc tìm kiếm                  |                     | Điện ảnh truyền hình |                  | VTV       |
| 1996        | Khi người ta yêu                     |                     | Điện ảnh truyền hình | Lồng tiếng       | VTV       |
| 1996        | Mùa đông không lạnh giá              |                     | Điện ảnh truyền hình |                  | HanoiTV   |
| 1996        | Giấc mơ hoa                          |                     | Điện ảnh truyền hình |                  | HanoiTV   |
| 1997        | Xin hãy tin em                       |                     | Ngắn tập             |                  | VTV       |
| 1998        | Bên dòng Hoàng Long                  | bà chửa             | Điện ảnh truyền hình |                  | VTV       |
| 1998        | Cung đàn cuộc sống                   |                     | Điện ảnh truyền hình |                  | VTV       |
| 1998        | Cố nhân                              | Loan                | Điện ảnh truyền hình |                  | VTV       |
| 1998        | Số phận ngọt ngào                    | Bà Báu              | Điện ảnh truyền hình |                  | VTV       |
| 1999        | Bi kịch màu trắng                    | Mẹ Long             | Điện ảnh truyền hình |                  | HanoiTV   |
| 2000        | Hai đầu xa thẳm                      |                     | Điện ảnh truyền hình | Tổ chức sản xuất | VTV       |
| 2000        | Chuyện thầy tôi                      |                     | Điện ảnh truyền hình |                  | VTV       |
| 2001        | Lời thề Hippocrates                  |                     | Ngắn tập             |                  | HanoiTV   |
| 2001        | Hoa cỏ may (phần 1)                  | Mẹ của Vinh và Thái | Dài tập              |                  | VTV       |
| 2002        | Hoa xương rồng                       | Tâm                 | Điện ảnh truyền hình |                  | VTV       |
| 2002        | Những ngọn nến trong đêm (phần 1)    |                     | Dài tập              |                  | VTV       |
| 2002        | Nhành lau trắng                      |                     | Điện ảnh truyền hình |                  | VTV       |
| 2003        | Núi đôi                              | Diệu Hương          | Điện ảnh truyền hình |                  | VTV       |
| 2003        | Vị tướng tình báo và hai bà vợ       |                     | Dài tập              |                  |           |
| 2004        | Đêm mưa                              |                     | Điện ảnh truyền hình |                  | VTV       |
| 2004        | Tình xa                              | Phó đoàn            | Ngắn tập             |                  | VTV       |
| 2004        | Bức ảnh còn lại                      | Mẹ Thư              | Điện ảnh truyền hình | Phó đạo diễn     | VTV       |
| 2005        | Chuyện phố phường                    | Bà Thành            | Dài tập              |                  | VTV       |
| 2005        | Dòng sông phẳng lặng                 | Hạnh                | Dài tập              |                  | VTV       |
| 2005        | Tia nắng mong manh                   | Xiêm                | Dài tập              | Phó đạo diễn     | VTV       |
| 2006 – 2008 | Cảnh sát hình sự: - Chạy án (2 phần) | Bà Dung             | Dài tập              |                  | VTV       |
| 2008        | Cảnh sát hình sự - Cổ vật            |                     | Dài tập              |                  | VTV       |
| 2009        | Người đàn bà thứ hai                 | Mẹ Linh             | Dài tập              |                  | VTV       |
| 2011        | Chủ tịch tỉnh                        | Bà Nguyệt           | Dài tập              |                  | VTV       |
| 2011        | Cầu vồng tình yêu                    | Bà Ngọc             | Dài tập              |                  | VTV       |
| 2013        | Hoa nở trái mùa                      | Bà Bích             | Dài tập              |                  | VTV       |
| 2014        | Hoa phượng trắng (phần 3)            |                     | Dài tập              |                  | VTV       |
| 2016        | Điều bí mật                          | Bà Nguyệt           | Dài tập              |                  | VTV       |
| 2017        | Người phán xử                        | Bà Hà               | Dài tập              |                  | VTV       |
| 2019        | Mê cung                              | Bà Hoàn             | Dài tập              |                  | VTV       |
| 2021        | Thương ngày nắng về                  | Mẹ ông Mậu          | Dài tập              |                  | VTV       |

### Lồng tiếng
| Năm  | Phim                                      | Nhân vật           | Diễn chính        |
| ---- | ----------------------------------------- | ------------------ | ----------------- |
| 2002 | Hà Nội 12 ngày đêm                        | Nhà báo nước ngoài | Eva Zvarova       |
| 1989 | Đêm hội Long Trì                          | Đặng Thị Huệ       | Lê Vân            |
|      | Cúc Đậu (phát hành tại Việt Nam)          | Cúc Đậu            | Củng Lợi          |
|      | Oshin (phát hành tại Việt Nam)            | Oshin              |                   |
| 1994 | Mẹ chồng tôi                              | Bà Hòa             | Nguyễn Thị Thu An |
| 1996 | Sống mãi với thủ đô                       |                    |                   |
| 2001 | Mùa lá rụng                               | Lý                 | Thanh Quý         |
| 2003 | Cảnh sát hình sự - Phía sau một cái chết  |                    |                   |
| 2004 | Cảnh sát hình sự - Cô gái đến từ Băng Cốc |                    |                   |
| 2005 | Tia nắng mong manh                        |                    |                   |

### Sân khấu kịch
"Hương gai", "Con cá chép vàng", "Tôi đi tìm tôi", "Lúa ngoi", "Tôi là người Việt Nam", "Bài ca trên truyết

## Giải thưởng
| Năm  | Giải thưởng                                   | Vở diễn             | Kết quả         | Chú thích |
| ---- | --------------------------------------------- | ------------------- | --------------- | --------- |
| 1985 | Hội diễn sân khấu toàn quốc                   | Nữ ký giả           | Huy chương Vàng | [ 3 ]     |
| 1991 | Liên hoan Sân khấu nhỏ toàn quốc lần thứ nhất | Ma người – người ma | Huy chương Vàng | [ 9 ]     |
|      | Liên hoan Sân khấu nhỏ toàn quốc lần thứ hai  | Giọt tình cay đắng  | Huy chương Vàng | [ 9 ]     |